# Prince of Persia: Spirito Guerriero
(Il Principe nel prologo del gioco)
Prince of Persia: Spirito guerriero (Prince of Persia: Warrior Within nell'originale) è un gioco d'azione prodotto dalla Ubisoft nel 2004. Una conversione per PlayStation Portable uscì nel 2005 con il titolo Prince of Persia: Revelations.
È il secondo capitolo della nuova serie  Prince of Persia, iniziata con Prince of Persia: Le sabbie del tempo. L'ambientazione assume toni più cupi, con maggiore violenza, sangue, linguaggio volgare, la possibilità di usare sanguinose mosse finali durante i combattimenti e contenuti sessuali, e la grafica è notevolmente migliorata rispetto all'episodio precedente.

## Trama
Sono passati sette anni dagli eventi al palazzo di Azad (de Le Sabbie del Tempo), durante i quali il Principe ha usato il potere delle Sabbie del Tempo per riavvolgere il corso degli eventi e sfuggire alla morte, com'era previsto dal suo destino. Proprio per questo motivo il persiano si ritrova braccato dal Dahaka, il guardiano del corso del tempo, una bestia spaventosa e all'apparenza invulnerabile il cui compito è fare in modo che la storia segua il suo giusto corso. Dopo anni di vagabondaggio e di fughe rocambolesche, depresso e sull'orlo di un esaurimento fisico e mentale, il Principe sembra ormai sul punto di arrendersi alla creatura, finché non apprende da un anziano e cieco indovino dell'esistenza dell'Isola del Tempo, il luogo dove le Sabbie del Tempo sono state create e da cui il Marajah d'India rubò la Clessidra e gli altri manufatti tra cui il Pugnale, e in cui ci sarebbero dei portali che permetterebbero di viaggiare nel passato. Il Principe decide così di recarsi nell'isola, viaggiare a ritroso nel tempo e tentare di impedire la creazione delle Sabbie sconfiggendo la sua creatrice, la temibile Imperatrice del Tempo; senza le sabbie il Dahaka non avrebbe più motivo di perseguitarlo. L'anziano saggio lo lascia andare, non senza avvertirlo un'ultima volta sulla vanità dei suoi sforzi:
Il Principe guida dunque una spedizione verso l'isola accompagnato da un piccolo gruppo di uomini, ma durante la traversata viene attaccato da un vascello misterioso con a bordo delle strane creature comandate da Shadee, la servitrice dell'Imperatrice del Tempo. Vedendo come il medaglione ottenuto in regalo da Farah, incastonato nel petto della sua armatura, inizia a illuminarsi, il Principe capisce di avere a che fare con dei mostri di sabbia; sconfitto, perde nave ed equipaggio e finisce in mare. Naufragato per sua fortuna proprio sull'Isola del Tempo, il Principe inizia a vagare per l'isola disarmato, non trovando altro che una fortezza ormai in rovina, su cui la vegetazione ha preso ormai il sopravvento. Qui il Principe incontra nuovamente Shadee ma stavolta, dopo aver recuperato una spada, la costringe alla fuga. Durante l'inseguimento si imbatte in uno dei portali di cui gli aveva parlato il vecchio indovino, riuscendo a tornare nel Passato e ritrovandosi in una fortezza tornata al suo antico splendore. Il passaggio nel portale inoltre riattiva il Medaglione ricevuto da Farah, permettendogli di ottenere poteri pressoché identici a quelli che ha saputo padroneggiare quando era in possesso del Pugnale del Tempo.
Il Principe continua a inseguire Shadee, raggiungendola all'interno di una sala mentre è intenta ad attaccare una misteriosa e affascinante donna di nome Kaileena. Il Principe affronta dunque nuovamente Shadee e questa volta ha la meglio, uccidendola. A questo punto il persiano chiede a Kaileena di poter vedere l'Imperatrice, ma i due vengono separati da un crollo parziale del soffitto della sala; prima di andarsene la donna gli consiglia solamente di andarsene dall'Isola del Tempo, per evitare che la sua padrona lo scopra e lo uccida. Cercando di trovare una via d'uscita, il Principe si imbatte in un nuovo portale e ritorna nel Presente, ritrovando suo malgrado il Dahaka, che è riuscito a rintracciarlo nuovamente. Il persiano riesce a sfuggirgli e a tornare nel Passato con un altro portale, scoprendo tra l'altro che il Guardiano del Tempo sembra essere vulnerabile all'acqua. 
Raggiunta una sala con una grande clessidra (la stessa che conterrà le Sabbie), qui il Principe ritrova Kaileena, la quale le rivela che potrà raggiungere l'Imperatrice del Tempo nella sala del trono della fortezza, luogo dove creerà le Sabbie del tempo non appena l'ultimo granello di sabbia nella Clessidra cadrà. La sala però è chiusa da un enorme portone ed è necessario sbloccare i due sigilli che lo tengono chiuso: per farlo, il Principe dovrà prima azionare il meccanismo situato nella Torre Meccanica e poi alimentarlo riempiendo un fossato tramite un canale idrico attivabile nella Torre Decadente. Il Principe viene tuttavia avvertito dalla stessa Kaileena che qualsiasi sforzo egli possa compiere risulterà vano, in quanto la creazione delle Sabbie è prevista dal corso del tempo e sarà inevitabile. Nonostante le grandi difficoltà, tra pericolosi mostri di sabbia, il Dahaka che lo bracca costantemente nel Presente e una misteriosa creatura umanoide fatta di ombre e con indosso una maschera, che sembra pedinarlo per qualche ragione, il Principe riesce a compiere la difficile impresa. Tornato al Salone Centrale, il persiano si imbatte contemporaneamente nel Dahaka, che a quanto pare ha trovato un modo per raggiungerlo anche nel Passato, e nella misteriosa creatura. Mentre si appresta all'ennesima fuga, inaspettatamente il Guardiano del Tempo cattura e uccide proprio la misteriosa creatura per poi andarsene, ignorando il Principe. 
Ricongiuntosi con Kaileena, che lo accompagna dall'Imperatrice, il Principe le chiede di venire con lui a Babilonia quando porterà a termine la sua missione, ma la donna rifiuta. Giunti nella sala del trono, Kaileena rivela di essere lei stessa l'Imperatrice e che vuole uccidere il Principe in quanto, secondo quanto scritto nel suo destino, sarebbe stata uccisa per mano sua. I due si affrontano in un feroce duello e il Principe, sebbene non voglia fare del male a Kaileena, alla fine si ritrova costretto a ucciderla, esattamente come il corso del tempo aveva previsto. Poco prima di morire la donna avverte il nobile persiano che non riuscirà a cambiare il suo destino, e che fallirà esattamente come lei.
Tornato nel Presente, il Principe è pronto a lasciare l'isola dopo aver compiuto la sua missione, ma con suo grande stupore si imbatte nuovamente nel Dahaka, che cerca ancora una volta di ucciderlo. Dopo essere riuscito a sfuggirgli rifugiandosi in una vecchia cripta, il Principe riflette sulle sue azioni e capisce di essere stato l'artefice della sua stessa condanna: uccidendo Kaileena, l'uomo aveva di fatto sprigionato la sua essenza e creato, di fatto, le Sabbie del Tempo. Sconsolato e rassegnato, il Principe è sul punto di arrendersi e lasciarsi prendere dal Guardiano del Tempo, quando si imbatte in alcune incisioni sulle pareti della cripta scritte da un soldato del Marajah durante la spedizione di quest'ultimo sull'isola: esse rivelano l'esistenza della Maschera dello Spettro, un antico manufatto che offre a chi la indossa la possibilità di tornare indietro nel tempo e rivivere il Passato da un'altra prospettiva. Il Principe decide così di esplorare la fortezza alla ricerca della Maschera, cercando nel frattempo di capire come utilizzarla per impedire la creazione delle Sabbie del Tempo. Mentre si appresta ad attraversare un portale nascosto nella Sala del Trono per tornare nel Presente il guerriero ha un'idea: attirando ed uccidendo Kaileena nel Presente, le Sabbie verrebbero create ma solo dopo la spedizione del Marajah all'Isola del Tempo; di conseguenza l'intera avventura di Azad non accadrebbe e il Dahaka non avrebbe più niente contro di lui.
Dopo una lunga ricerca ed essere sfuggito più volte al Dahaka, il Principe trova la Maschera e la indossa, trasformandosi con suo grande stupore nello Spettro delle Sabbie, quella stessa misteriosa creatura oscura che aveva incontrato più volte nel corso della sua avventura sull'Isola. Poiché, secondo quanto scritto nelle incisioni nella cripta, la Maschera non si sarebbe staccata fino a quando il suo alter ego non sarebbe morto, il Principe si ritrova ad aiutare il suo sé stesso del Passato a superare le varie sfide della fortezza, fino a lasciare che a un certo punto quest'ultimo venga ucciso dal Dahaka. L'impresa non si rivela facile, anche perché il Guardiano del Tempo continua a inseguirlo anche sotto la forma di Spettro delle Sabbie, sia nel Passato che nel Presente, per impedire ogni possibile alterazione della linea temporale. Nonostante ciò il Principe riesce comunque a tornare al punto di incontro al Salone Centrale con il suo alter ego, che viene ucciso dal Dahaka. La Maschera dello Spettro a questo punto si stacca e il nobile persiano può ripercorrere gli avvenimenti successivi come se dovessero ancora accadere. Decide dunque di mettere in atto il suo piano, attirando l'Imperatrice nel Presente per poi ucciderla.
Il finale qui si divide, a seconda che si abbiano trovato o meno tutti i miglioramenti della salute e acquisito l'ultima arma: la potente Spada dell'Acqua.
- Senza la Spada dell'Acqua (finale alternativo): il Principe affronta e uccide di nuovo Kaileena. Terminato il combattimento, riappare il Dahaka, che ignora il Principe e prende il corpo di Kaileena, essendo lei l'intrusa in quell'epoca. Il Dahaka attacca poi il Principe, ma solo per togliergli il Medaglione del Tempo dall'armatura, l'ultima reliquia delle Sabbie del Tempo; nel distruggerlo finisce per distruggere anche sè stesso, in quanto con le Sabbie svanisce anche colui che le custodiva. Essendo scampato al suo destino, il Principe salpa per Babilonia da solo, trovando la sua amata città in fiamme.
- Con la Spada dell'Acqua (finale canonico): il Principe convince Kaileena che non vuole ucciderla e che può cambiare il suo destino esattamente come ha fatto lui. Nel mentre compare il Dahaka, che ignora il Principe e cerca invece di uccidere la ragazza, in quanto appartiene al Passato e non ha il permesso di viaggiare nel Presente. Nel salvare Kaileena, il Principe colpisce la bestia con la sua Spada dell'Acqua, che sorprendentemente sembra in grado di ferirlo. Il persiano ingaggia così un feroce combattimento con il Dahaka e alla fine riesce ad ucciderlo, aiutato dalla stessa Kaileena, che ora crede al Principe e nella possibilità di cambiare il proprio destino. Il Principe e Kaileena, ormai innamorati l'uno dell'altra, ripartono insieme alla volta di Babilonia, ma la trovano in fiamme. Alla fine, un losco figuro incappucciato dagli occhi rossi (che si scoprirà essere il Dark Prince del capitolo successivo) prende la corona del Re ed esclama:

## Personaggi
- Il principe - Figlio minore del re di Persia Shahraman e protagonista della trilogia. Viene braccato da un demone, che grazie al Vecchio Veggente scoprirà si tratta del Dahaka, "il guardiano del Tempo". La voce è di Gabriel Garko.
- Lo Spettro delle Sabbie - È il Principe trasformatosi in una creatura oscura, dopo aver indossato la Maschera dello Spettro, un potente artefatto che permette a chi l'indossa di ottenere una seconda chance per salvare la propria vita. Essa consentirà al Principe un'altra possibilità di ripercorrere la propria storia per cambiare il proprio destino e di rimediare ai propri sbagli per impedire la creazione delle Sabbie del Tempo. Il Principe ne viene a conoscenza da un'iscrizione sulla parete di una grotta che narra la storia di un soldato del Maharajah: partito per depredare l'Isola del Tempo dei suoi tesori assieme ad altri soldati, era stato ucciso proprio davanti alla clessidra, ma grazie all'artefatto era riuscito a completare la sua missione e a depredare l'isola del tempo dei suoi tesori. La Maschera dello Spettro dona il potere di autorigenerare le scorte di sabbia del Principe, ma la forza vitale diminuisce a poco a poco con il passare del tempo (caratteristica simile a quella del Principe Oscuro che si incontrerà nell'episodio successivo). Indossare questa maschera permette di vivere un'esistenza parallela a quella della propria controparte, ripercorrendo eventi passati e permettendo a colui che la porta di rimediare ad un eventuale errore commesso, cambiando così la storia.
- Imperatrice Kaileena - Una donna affascinante presentatasi come ancella dell'Imperatrice del tempo, che in seguito si scoprirà essere l'imperatrice stessa, afflitta dal conoscere il suo destino di morte. I suoi tentativi apparentemente benevoli di aiutare il principe si rivelano in realtà maligni, in quanto lei vorrebbe distruggerlo prima che arrivi il momento tanto temuto: secondo la sua visione sarà proprio il Principe ad ucciderla. La voce è di Giò Giò Rapattoni mentre in lingua originale ha la voce di Monica Bellucci.
- Shadee - Una devota servitrice di Kaileena a cui è dato il compito di fermare il Principe prima che sbarchi sull'isola del tempo; pur fallendo nel suo intento, riesce però ad uccidere l'intero esercito del principe, rendendolo un naufrago solitario in un ambiente ostile. La voce è di Alessandra Cassioli.
- Il vecchio veggente - È colui che ha predetto la morte al Principe e gli ha riferito l'esistenza dell'isola del tempo. Si tratta di un vecchio cieco che continua ad affermare che "Il destino non si può cambiare". La voce è di Roberto Stocchi.
- Il Dahaka - È l'antagonista assoluto del gioco e il demone guardiano del Tempo, il cui compito è quello di eliminare ogni ostacolo che blocchi il regolare corso del tempo. Aprendo la clessidra del tempo, il Principe è diventato il suo obiettivo principale, motivo per cui il Dahaka lo perseguita puntualmente. Ha l'aspetto di una creatura antropomorfa di colore nero con delle corna che ricordando il simbolo dell'infinito e sul corpo, perennemente avvolto da foschia, ha delle rune bianche. Ha dei punti deboli simili a quelli delle altre creature oscure: non può attraversare l'acqua e può essere ferito dalle armi impregnate da essa come la Spada dell'Acqua.

## Doppiaggio
| Personaggio | Voce originale     | Voce italiana       |
| ----------- | ------------------ | ------------------- |
| Principe    | Robin Atkin Downes | Gabriel Garko       |
| Kaileena    | Monica Bellucci    | Giò Giò Rapattoni   |
| Shahdee     | Alicyn Packard     | Alessandra Cassioli |
| Veggente    | Hubert Fielden     | Roberto Stocchi     |

## Armi

### Armi standard
Rispetto al capitolo precedente, in Spirito Guerriero il Principe otterrà una ricca varietà di armi di ogni genere, secondarie soprattutto, durante la sua avventura nell'isola. Le armi primarie che accompagneranno il Principe nei diversi momenti della sua storia sono qui elencate:
- Spada dell'Aquila: È la prima spada del Principe. Si tratta di una lama non tanto lunga, e ricurva nella punta come una scimitarra. Può eseguire combo a 3, e pur non essendo particolarmente efficace, è in grado di uccidere in poco tempo i nemici iniziali. Il Principe la perderà dopo essere stato buttato in mare da Shadee.
- Bastone di legno: Il Principe lo otterrà e lo arrangerà ad arma non appena giungerà naufrago all'Isola del Tempo. È debole e può eseguire solo combo a due; rimane comunque molto resistente e robusto a sufficienza da permettere l'uccisione dei nemici più deboli in poco tempo.
- Spada del Ragno: La prima vera spada che il Principe otterrà sull'Isola e che sostituirà il bastone di legno. Il suo colore oscilla tra il nero e il grigio e dispone non di una punta convenzionale alla cima, bensì di una lama centrale con due piccole punte ricurve ai lati che la rendono particolarmente tagliente. È un'arma tipica del posto e la sua lama è lunga come la Spada dell'Aquila, ma a differenza di quest'ultima rimane un po' meno efficace, anche se può eseguire combo a 3.
- Spada del Serpente: Una spada molto speciale che il Principe riceverà da Kaileena e che sostituirà la Spada del Ragno; la lama e il manico non sono del tutto dritti bensì dalla forma ondeggiante, proprio come un serpente. Può eseguire combo a 4, serve per attivare l'interruttore per accedere alle Torri ed è piuttosto potente contro i nemici.
- Spada del Leone: Una spada leggendaria forte e maledetta, che Kaileena darà al principe nella speranza di farlo morire dopo che egli attiva la prima torre. Grazie a quest'arma dalla lama molto ricurva il Principe può caricare un attacco per poi rilasciarlo e creare un'onda di energia in grado di danneggiare e sbilanciare i nemici. Come la precedente, può eseguire combo a 4, ma con esiti ancor più letali.
- Spada del Leone spezzata: Dopo lo scontro con l'Imperatrice la Spada del Leone si spezzerà e il Principe la userà in un breve periodo di tempo. Ha gli stessi attacchi di quando era intera, ma è priva di tutta la sua letalità, al punto da dover essere necessariamente affiancata da un'arma secondaria per l'uccisione dei nemici.
- Spada dello Scorpione: Una spada incredibilmente potente, molto più della precedente, che il Principe trova nelle Prigioni. La lama è più dura dei muri, ha molte punte ricurve e il suo effetto sa essere devastante; la capacità che la differenzia da tutte le altre spade precedenti sta proprio nel fatto che può rompere le pareti crepate, permettendo quindi di trovare segreti nascosti. Può eseguire combo a 4 e rimanere come arma finale del gioco, nel caso in cui non dovessero essere trovati e raggiunti tutti e nove i potenziamenti della salute.
- Spada dell'Acqua: La spada più potente di tutto il gioco, il Principe la può però ottenere solo dopo aver ottenuto tutti i nove potenziamenti della salute. È un'arma primaria leggendaria e misteriosa; come la precedente può rompere i muri ed eseguire combo a 4, ed è l'unica in grado di uccidere il Dahaka, la creatura che insegue il Principe per tutto il gioco.

### Armi secondarie speciali
Le armi secondarie speciali si possono trovare solo nelle rastrelliere di specifici punti della fortezza. A differenza della armi normali raccolte dai nemici, queste sono indistruttibili e incapaci di esaurirsi se usate di frequente.
- Guanto di Rayman: Un simpatico omaggio a Rayman (sempre della Ubisoft). Si trova nelle catacombe; non è molto forte, però può far cadere i nemici a terra con un solo colpo.
- Mazza da Hockey: Si trova nel salone centrale, nel muro vicino al potenziamento della vita. Si può prendere solo spaccando il muro (quindi con la Spada dello Scorpione o con la Spada dell'Acqua) ed è molto potente.
- Fenicottero da giardino: Si trova nella torre decadente nel presente ed è quasi uguale alla mazza da Hockey.
- Orsacchiotto di Peluche: Si trova nella torre meccanica, nel presente. È debole, però è molto utile in quanto ad ogni colpo fa guadagnare energia al principe.
- Spada della luce: Si trova nelle grotte piene di nebbia, dopo aver fatto scattare un meccanismo. Emana una luce verde ed è potentissima, persino più della Spada dell'Acqua, ma ad ogni colpo sottrae un poco di energia al Principe.